# Fëdor Sergeevič Gagarin
Principe Fëdor Sergeevič Gagarin, in russo Фёдор Сергеевич Гагарин? (1757 – Mosca, 17 aprile 1794), è stato un ufficiale e politico russo.

## Biografia
Era il figlio del duca Sergej Vasil'evič Gagarin (?-1782), e di sua moglie, la contessa Praskov'ja Pavlovna Jagužinskaja (?-1775).

## Carriera
Intraprese la carriera militare raggiungendo il grado di maggiore generale.
Massone, nel 1780 fu maestro delle cerimonie della Gran Loggia Provinciale di Mosca.

## Matrimonio
Sposò la principessa Praskov'ja Jur'evna Trubeckaja (1762-1848), figlia del principe Jurij Nikitič Trubeckoj. Ebbero sei figli:
- Fëdor Fëdorovič (1786-1863)
- Vasilij Fëdorovič (1787-1829)
- Vera Fëdorovna (1790-1886), sposò Pëtr Andreevič Vjazemskij, ebbero otto figli;
- Nadežda Fëdorovna (1792-1883), sposò Boris Antonovič Chetvertinskij, ebbero nove figli;
- Lubov' Fëdorovna (1793-1817), sposò Boris Vladimovič Poluektov, ebbero cinque figli;
- Sof'ja Fëdorovna (1794-1855), sposò Vasilij Ivanovič Ladomirskij, ebbero sei figli.

## Morte
Morì durante la rivolta di Varsavia, il 17 aprile 1794.